# Copa Davis
La Copa Davis es una competición  internacional de tenis masculino organizada por la Federación Internacional de Tenis (ITF). A diferencia de otros torneos internacionales de tenis, en la Copa Davis no participan jugadores a título individual, sino equipos nacionales compuestos por diversos jugadores designados por su federación nacional deportiva. La Copa Davis, disputada desde 1900, es un torneo realizado anualmente. La Copa Billie Jean King es su equivalente en el tenis femenino.

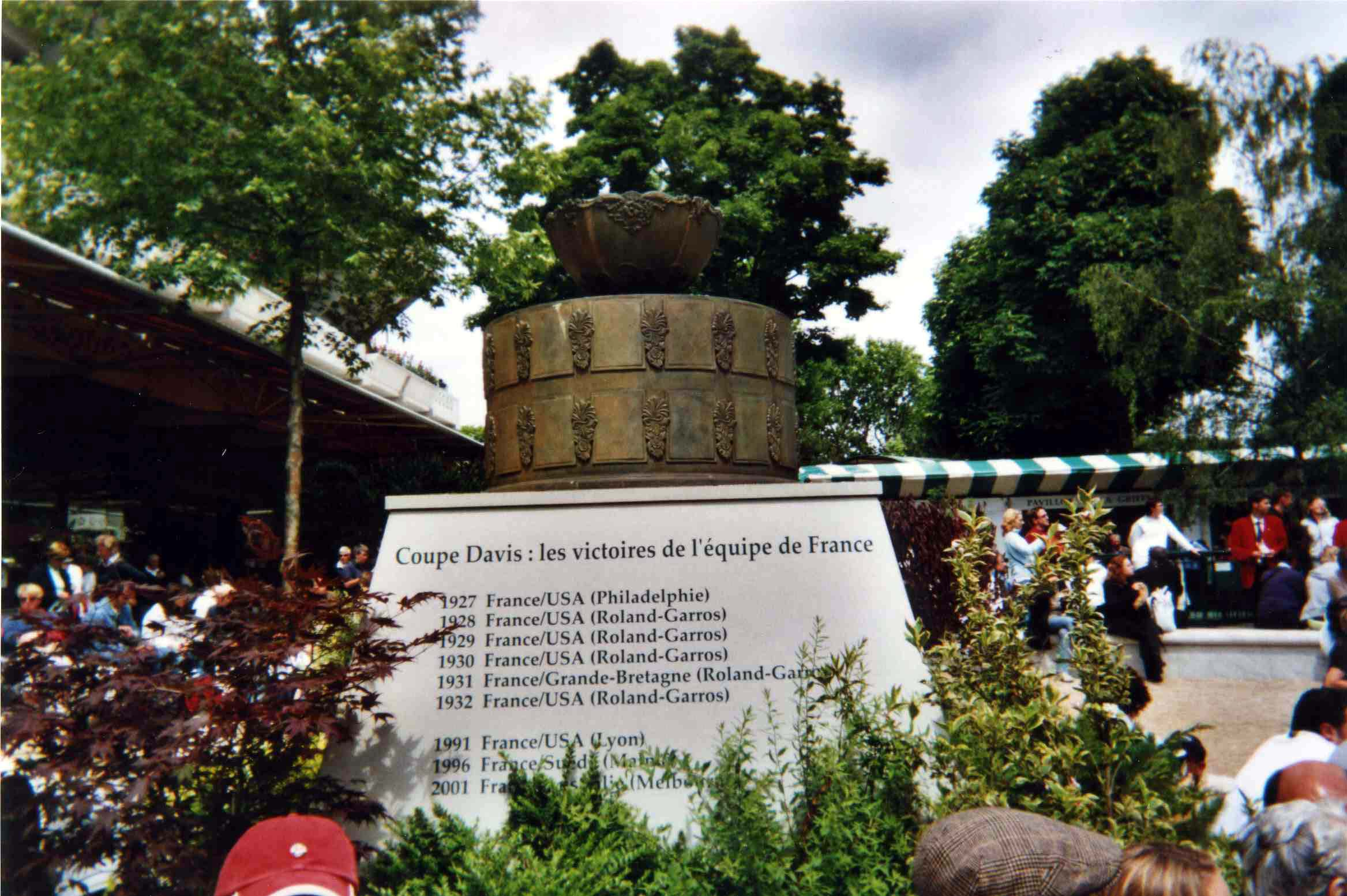
Monumento a la Copa Davis, en el Stade Roland Garros de París, Francia.

Es el torneo más importante de tenis por paises, contó con la participación de 133 equipos nacionales diferentes durante la edición de 2019. El país con más títulos es Estados Unidos con treinta y dos campeonatos. El actual campeón es Italia.

## Historia de la Copa Davis

### Origen y evolución del trofeo

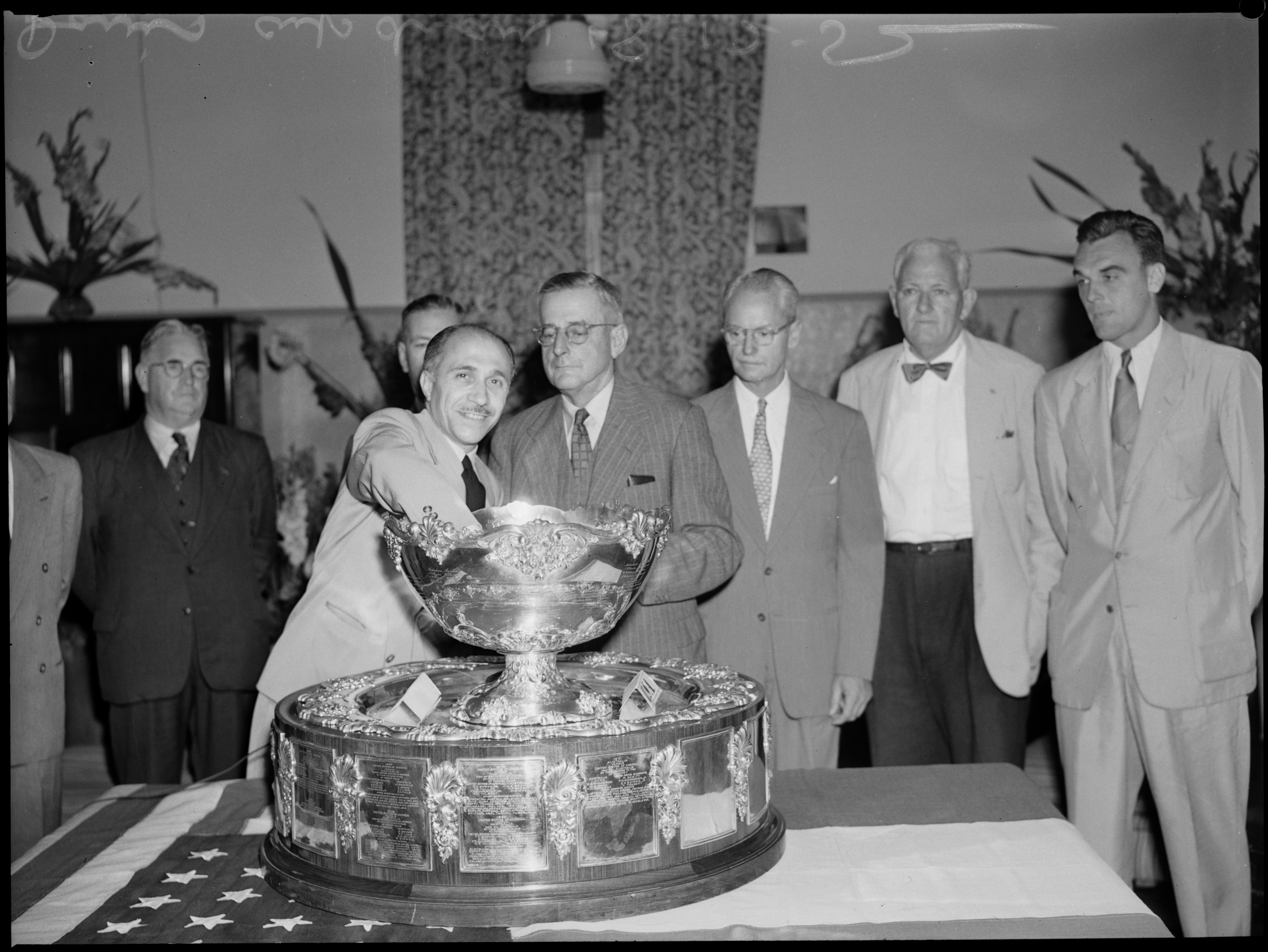
Sorteo de la Copa Davis, Australia, 1952.

La Copa Davis lleva el nombre de su creador, Dwight Filley Davis, tenista y político estadounidense nacido el 5 de julio de 1879. Junto a Holcombe Ward ganó el campeonato nacional de los Estados Unidos en modalidad de dobles durante tres años consecutivos, de 1899 a 1901. En ese periodo Davis concibió la idea de crear una competición por equipos nacionales en la que se enfrentarían los mejores estadounidenses contra un equipo de las islas británicas. El primer encuentro se organizó en 1900 en el Longwood Cricket Club de Brookline, en las afueras de Boston, y vencieron los estadounidenses a los británicos por 3-0. Davis, que jugó con el equipo de Estados Unidos, donó el dinero necesario para la elaboración de una copa de plata según un diseño de Rowlan Rhodes, basado en una ponchera rematada con adornos de flores de 33 cm de alto y 43 cm de diámetro. En el interior de esta mal llamada ensaladera se grabó el nombre del torneo: International Lawn Tennis Challenge Trophy, y en su lateral quedaron anotados los nombres de los participantes. La competición tuvo una continuidad insospechada y a partir de 1945, año en que murió Davis (28 de noviembre), pasó a denominarse Copa Davis.
La costumbre de grabar en la Copa los nombres de los vencedores y finalistas, y el hecho de que no se entregara en propiedad, hizo que pronto faltase sitio para nuevas anotaciones. En 1921 Davis donó una bandeja de plata de 95 cm de diámetro como base de la ponchera en la que se grabaron las finales de 1921 a 1933. Cuando esta se llenó, se construyó una peana de madera con placas en las que continuó la inscripción de 34 ediciones más. En 1969 fue necesario añadir una segunda peana, más ancha, que disponía de espacio hasta 2002, año en que se agregó una tercera.

## Estructura del torneo
A partir de 2019, el torneo tiene un nuevo formato. Dura una semana y se disputa en una ciudad elegida por sorteo.
Los clasificados para esta fase final son 18. Entre ellos se encuentran los cuatro semifinalistas de la edición anterior, dos países invitados por la ITF. Las doce plazas restantes se cubren mediante una repesca que se juega en febrero. En la fase clasificatoria se encuentran 24 equipos que juegan doce series mano a mano y los ganadores disputan la fase final.
En noviembre los 18 equipos clasificados luchan por el título. Las selecciones nacionales se distribuyen en seis grupos de tres participantes. Los ganadores de cada grupo y los dos mejores segundos se clasifican para los cuartos de final, los ganadores para semifinales y luego a la final para definir el campeón.
En cuanto al formato de las series, se juega dos individuales y un dobles. En el individual se enfrentan el mejor de cada país y el segundo de cada país. Los partidos se juegan al mejor de tres sets con tie-break.

## Palmarés
| Año                                                                                     | Campeón                                    | Campeón                                    | Resultado                                  | Subcampeón                                 | Subcampeón                                 | Fecha                                                                | Sede                                                                 | Superficie                                                           |
| --------------------------------------------------------------------------------------- | ------------------------------------------ | ------------------------------------------ | ------------------------------------------ | ------------------------------------------ | ------------------------------------------ | -------------------------------------------------------------------- | -------------------------------------------------------------------- | -------------------------------------------------------------------- |
| Sistema con clasificación automática del campeón a la siguiente final / reto al campeón |                                            |                                            |                                            |                                            |                                            |                                                                      |                                                                      |                                                                      |
| 1900                                                                                    | Bandera de Estados Unidos                  | Estados Unidos                             | 3 - 0                                      | Islas Británicas                           | Bandera del Reino Unido                    | 8 al 10 de agosto                                                    | Longwood Cricket Club, Boston                                        | Hierba (desc.)                                                       |
| 1901                                                                                    | No celebrado                               | No celebrado                               | No celebrado                               | No celebrado                               | No celebrado                               | No celebrado                                                         | No celebrado                                                         | No celebrado                                                         |
| 1902                                                                                    | Bandera de Estados Unidos                  | Estados Unidos                             | 3 - 2                                      | Islas Británicas                           | Bandera del Reino Unido                    | 6 al 8 de agosto                                                     | Crescent Athletic Club, Brooklyn                                     | Hierba (desc.)                                                       |
| 1903                                                                                    | Bandera del Reino Unido                    | Islas Británicas                           | 4 - 1                                      | Estados Unidos                             | Bandera de Estados Unidos                  | 4 al 8 de agosto                                                     | Longwood Cricket Club, Boston                                        | Hierba (desc.)                                                       |
| 1904                                                                                    | Bandera del Reino Unido                    | Islas Británicas                           | 5 - 0                                      | Bélgica                                    | Bandera de Bélgica                         | 2 al 5 de julio                                                      | Worple Road, Wimbledon, Londres                                      | Hierba (desc.)                                                       |
| 1905                                                                                    | Bandera del Reino Unido                    | Islas Británicas                           | 5 - 0                                      | Estados Unidos                             | Bandera de Estados Unidos                  | 21 al 24 de julio                                                    | Worple Road, Wimbledon, Londres                                      | Hierba (desc.)                                                       |
| 1906                                                                                    | Bandera del Reino Unido                    | Islas Británicas                           | 5 - 0                                      | Estados Unidos                             | Bandera de Estados Unidos                  | 21 al 24 de junio                                                    | Worple Road, Wimbledon, Londres                                      | Hierba (desc.)                                                       |
| 1907                                                                                    | Bandera de Australasia                     | Australasia                                | 3 - 2                                      | Islas Británicas                           | Bandera del Reino Unido                    | 20 al 23 de julio                                                    | Worple Road, Wimbledon, Londres                                      | Hierba (desc.)                                                       |
| 1908                                                                                    | Bandera de Australasia                     | Australasia                                | 3 - 2                                      | Estados Unidos                             | Bandera de Estados Unidos                  | 27 al 30 de noviembre                                                | Albert Ground, Melbourne                                             | Hierba (desc.)                                                       |
| 1909                                                                                    | Bandera de Australasia                     | Australasia                                | 5 - 0                                      | Estados Unidos                             | Bandera de Estados Unidos                  | 27 al 30 de noviembre                                                | Double Bay Grounds, Sídney                                           | Hierba (desc.)                                                       |
| 1910                                                                                    | No celebrado                               | No celebrado                               | No celebrado                               | No celebrado                               | No celebrado                               | No celebrado                                                         | No celebrado                                                         | No celebrado                                                         |
| 1911                                                                                    | Bandera de Australasia                     | Australasia                                | 4 - 0                                      | Estados Unidos                             | Bandera de Estados Unidos                  | 1 al 3 de enero                                                      | Hagley Park, Christchurch                                            | Hierba (desc.)                                                       |
| 1912                                                                                    | Bandera del Reino Unido                    | Islas Británicas                           | 3 - 2                                      | Australasia                                | Bandera de Australasia                     | 28 al 30 de noviembre                                                | Australasia Albert Ground, Melbourne                                 | Hierba (desc.)                                                       |
| 1913                                                                                    | Bandera de Estados Unidos                  | Estados Unidos                             | 3 - 2                                      | Gran Bretaña                               | Bandera del Reino Unido                    | 25 al 28 de julio                                                    | Worple Road, Wimbledon, Londres                                      | Hierba (desc.)                                                       |
| 1914                                                                                    | Bandera de Australia                       | Australia                                  | 3 - 2                                      | Estados Unidos                             | Bandera de Estados Unidos                  | 13 al 15 de agosto                                                   | West Side TC, Nueva York                                             | Hierba (desc.)                                                       |
| 1915- 1918                                                                              | No disputado por la Primera Guerra Mundial | No disputado por la Primera Guerra Mundial | No disputado por la Primera Guerra Mundial | No disputado por la Primera Guerra Mundial | No disputado por la Primera Guerra Mundial | No disputado por la Primera Guerra Mundial                           | No disputado por la Primera Guerra Mundial                           | No disputado por la Primera Guerra Mundial                           |
| 1919                                                                                    | Bandera de Australia                       | Australia                                  | 4 - 1                                      | Gran Bretaña                               | Bandera del Reino Unido                    | 16 al 21 de enero                                                    | Double Bay Grounds, Sídney                                           | Hierba (desc.)                                                       |
| 1920                                                                                    | Bandera de Estados Unidos                  | Estados Unidos                             | 5 - 0                                      | Australia                                  | Bandera de Australia                       | 30 al 2 de enero                                                     | Domain Cricket Club, Auckland                                        | Hierba (desc.)                                                       |
| 1921                                                                                    | Bandera de Estados Unidos                  | Estados Unidos                             | 5 - 0                                      | Japón                                      | Bandera de Japón                           | 2 al 5 de septiembre                                                 | West Side TC, Nueva York                                             | Hierba (desc.)                                                       |
| 1922                                                                                    | Bandera de Estados Unidos                  | Estados Unidos                             | 4 - 1                                      | Australia                                  | Bandera de Australia                       | 1 al 5 de septiembre                                                 | West Side TC, Nueva York                                             | Hierba (desc.)                                                       |
| 1923                                                                                    | Bandera de Estados Unidos                  | Estados Unidos                             | 4 - 1                                      | Australia                                  | Bandera de Australia                       | 31 al 1 de sept.                                                     | West Side TC, Nueva York                                             | Hierba (desc.)                                                       |
| 1924                                                                                    | Bandera de Estados Unidos                  | Estados Unidos                             | 5 - 0                                      | Australia                                  | Bandera de Australia                       | 11 al 13 de septiembre                                               | Germantown Cricket, Filadelfia                                       | Hierba (desc.)                                                       |
| 1925                                                                                    | Bandera de Estados Unidos                  | Estados Unidos                             | 5 - 0                                      | Francia                                    | Bandera de Francia                         | 11 al 13 de septiembre                                               | Germantown Cricket, Filadelfia                                       | Hierba (desc.)                                                       |
| 1926                                                                                    | Bandera de Estados Unidos                  | Estados Unidos                             | 4 - 1                                      | Francia                                    | Bandera de Francia                         | 9 al 11 de septiembre                                                | Germantown Cricket, Filadelfia                                       | Hierba (desc.)                                                       |
| 1927                                                                                    | Bandera de Francia                         | Francia                                    | 3 - 2                                      | Estados Unidos                             | Bandera de Estados Unidos                  | 8 al 10 de septiembre                                                | Germantown Cricket, Filadelfia                                       | Hierba (desc.)                                                       |
| 1928                                                                                    | Bandera de Francia                         | Francia                                    | 4 - 1                                      | Estados Unidos                             | Bandera de Estados Unidos                  | 27 al 29 de julio                                                    | Stade Roland Garros, París                                           | Tierra (desc.)                                                       |
| 1929                                                                                    | Bandera de Francia                         | Francia                                    | 3 - 2                                      | Estados Unidos                             | Bandera de Estados Unidos                  | 26 al 28 de julio                                                    | Stade Roland Garros, París                                           | Tierra (desc.)                                                       |
| 1930                                                                                    | Bandera de Francia                         | Francia                                    | 4 - 1                                      | Estados Unidos                             | Bandera de Estados Unidos                  | 25 al 27 de julio                                                    | Stade Roland Garros, París                                           | Tierra (desc.)                                                       |
| 1931                                                                                    | Bandera de Francia                         | Francia                                    | 3 - 2                                      | Gran Bretaña                               | Bandera del Reino Unido                    | 24 al 26 de julio                                                    | Stade Roland Garros, París                                           | Tierra (desc.)                                                       |
| 1932                                                                                    | Bandera de Francia                         | Francia                                    | 3 - 2                                      | Estados Unidos                             | Bandera de Estados Unidos                  | 29 al 31 de julio                                                    | Stade Roland Garros, París                                           | Tierra (desc.)                                                       |
| 1933                                                                                    | Bandera del Reino Unido                    | Gran Bretaña                               | 3 - 2                                      | Francia                                    | Bandera de Francia                         | 28 al 30 de julio                                                    | Stade Roland Garros, París                                           | Tierra (desc.)                                                       |
| 1934                                                                                    | Bandera del Reino Unido                    | Gran Bretaña                               | 4 - 1                                      | Estados Unidos                             | Bandera de Estados Unidos                  | 28 al 31 de julio                                                    | Court Central de Wimbledon, Londres                                  | Hierba (desc.)                                                       |
| 1935                                                                                    | Bandera del Reino Unido                    | Gran Bretaña                               | 5 - 0                                      | Estados Unidos                             | Bandera de Estados Unidos                  | 27 al 30 de julio                                                    | Court Central de Wimbledon, Londres                                  | Hierba (desc.)                                                       |
| 1936                                                                                    | Bandera del Reino Unido                    | Gran Bretaña                               | 3 - 2                                      | Australia                                  | Bandera de Australia                       | 25 al 28 de julio                                                    | Court Central de Wimbledon, Londres                                  | Hierba (desc.)                                                       |
| 1937                                                                                    | Bandera de Estados Unidos                  | Estados Unidos                             | 4 - 1                                      | Gran Bretaña                               | Bandera del Reino Unido                    | 24 al 27 de julio                                                    | Court Central de Wimbledon, Londres                                  | Hierba (desc.)                                                       |
| 1938                                                                                    | Bandera de Estados Unidos                  | Estados Unidos                             | 3 - 2                                      | Australia                                  | Bandera de Australia                       | 3 al 5 de septiembre                                                 | Germantown Cricket, Filadelfia                                       | Hierba (desc.)                                                       |
| 1939                                                                                    | Bandera de Australia                       | Australia                                  | 3 - 2                                      | Estados Unidos                             | Bandera de Estados Unidos                  | 2 al 5 de septiembre                                                 | Merion Cricket Club, Haverford                                       | Hierba (desc.)                                                       |
| 1940- 1945                                                                              | No disputado por la Segunda Guerra Mundial | No disputado por la Segunda Guerra Mundial | No disputado por la Segunda Guerra Mundial | No disputado por la Segunda Guerra Mundial | No disputado por la Segunda Guerra Mundial | No disputado por la Segunda Guerra Mundial                           | No disputado por la Segunda Guerra Mundial                           | No disputado por la Segunda Guerra Mundial                           |
| 1946                                                                                    | Bandera de Estados Unidos                  | Estados Unidos                             | 5 - 0                                      | Australia                                  | Bandera de Australia                       | 26 al 30 de diciembre                                                | Kooyong, Melbourne                                                   | Hierba (desc.)                                                       |
| 1947                                                                                    | Bandera de Estados Unidos                  | Estados Unidos                             | 4 - 1                                      | Australia                                  | Bandera de Australia                       | 30 al 1 de sept.                                                     | West Side TC, Nueva York                                             | Hierba (desc.)                                                       |
| 1948                                                                                    | Bandera de Estados Unidos                  | Estados Unidos                             | 5 - 0                                      | Australia                                  | Bandera de Australia                       | 4 al 6 de septiembre                                                 | West Side TC, Nueva York                                             | Hierba (desc.)                                                       |
| 1949                                                                                    | Bandera de Estados Unidos                  | Estados Unidos                             | 4 - 1                                      | Australia                                  | Bandera de Australia                       | 26 al 28 de agosto                                                   | West Side TC, Nueva York                                             | Hierba (desc.)                                                       |
| 1950                                                                                    | Bandera de Australia                       | Australia                                  | 4 - 1                                      | Estados Unidos                             | Bandera de Estados Unidos                  | 26 al 27 de agosto                                                   | West Side TC, Nueva York                                             | Hierba (desc.)                                                       |
| 1951                                                                                    | Bandera de Australia                       | Australia                                  | 3 - 2                                      | Estados Unidos                             | Bandera de Estados Unidos                  | 26 al 28 de diciembre                                                | Estadio de White City, Sídney                                        | Hierba (desc.)                                                       |
| 1952                                                                                    | Bandera de Australia                       | Australia                                  | 4 - 1                                      | Estados Unidos                             | Bandera de Estados Unidos                  | 29 al 31 de diciembre                                                | Memorial Drive, Adelaida                                             | Hierba (desc.)                                                       |
| 1953                                                                                    | Bandera de Australia                       | Australia                                  | 3 - 2                                      | Estados Unidos                             | Bandera de Estados Unidos                  | 28 al 31 de diciembre                                                | Kooyong, Melbourne                                                   | Hierba (desc.)                                                       |
| 1954                                                                                    | Bandera de Estados Unidos                  | Estados Unidos                             | 3 - 2                                      | Australia                                  | Bandera de Australia                       | 27 al 29 de diciembre                                                | Estadio de White City, Sídney                                        | Hierba (desc.)                                                       |
| 1955                                                                                    | Bandera de Australia                       | Australia                                  | 5 - 0                                      | Estados Unidos                             | Bandera de Estados Unidos                  | 26 al 28 de agosto                                                   | West Side TC, Nueva York                                             | Hierba (desc.)                                                       |
| 1956                                                                                    | Bandera de Australia                       | Australia                                  | 5 - 0                                      | Estados Unidos                             | Bandera de Estados Unidos                  | 26 al 28 de diciembre                                                | Memorial Drive, Adelaida                                             | Hierba (desc.)                                                       |
| 1957                                                                                    | Bandera de Australia                       | Australia                                  | 3 - 2                                      | Estados Unidos                             | Bandera de Estados Unidos                  | 26 al 28 de diciembre                                                | Kooyong, Melbourne                                                   | Hierba (desc.)                                                       |
| 1958                                                                                    | Bandera de Estados Unidos                  | Estados Unidos                             | 3 - 2                                      | Australia                                  | Bandera de Australia                       | 29 al 31 de diciembre                                                | Milton Courts, Brisbane                                              | Hierba (desc.)                                                       |
| 1959                                                                                    | Bandera de Australia                       | Australia                                  | 3 - 2                                      | Estados Unidos                             | Bandera de Estados Unidos                  | 28 al 31 de agosto                                                   | West Side TC, Nueva York                                             | Hierba (desc.)                                                       |
| 1960                                                                                    | Bandera de Australia                       | Australia                                  | 4 - 1                                      | Italia                                     | Bandera de Italia                          | 26 al 28 de diciembre                                                | Estadio de White City, Sídney                                        | Hierba (desc.)                                                       |
| 1961                                                                                    | Bandera de Australia                       | Australia                                  | 5 - 0                                      | Italia                                     | Bandera de Italia                          | 26 al 28 de diciembre                                                | Kooyong, Melbourne                                                   | Hierba (desc.)                                                       |
| 1962                                                                                    | Bandera de Australia                       | Australia                                  | 5 - 0                                      | México                                     | Bandera de México                          | 26 al 28 de diciembre                                                | Milton Courts, Brisbane                                              | Hierba (desc.)                                                       |
| 1963                                                                                    | Bandera de Estados Unidos                  | Estados Unidos                             | 3 - 2                                      | Australia                                  | Bandera de Australia                       | 26 al 28 de diciembre                                                | Memorial Drive, Adelaida                                             | Hierba (desc.)                                                       |
| 1964                                                                                    | Bandera de Australia                       | Australia                                  | 3 - 2                                      | Estados Unidos                             | Bandera de Estados Unidos                  | 25 al 28 de septiembre                                               | Harold Clark Courts, Cleveland                                       | Tierra (desc.)                                                       |
| 1965                                                                                    | Bandera de Australia                       | Australia                                  | 4 - 1                                      | España                                     | Bandera de España                          | 27 al 29 de diciembre                                                | Estadio de White City, Sídney                                        | Hierba (desc.)                                                       |
| 1966                                                                                    | Bandera de Australia                       | Australia                                  | 4 - 1                                      | India                                      | Bandera de la India                        | 26 al 28 de diciembre                                                | Kooyong, Melbourne                                                   | Hierba (desc.)                                                       |
| 1967                                                                                    | Bandera de Australia                       | Australia                                  | 4 - 1                                      | España                                     | Bandera de España                          | 26 al 28 de diciembre                                                | Milton Courts, Brisbane                                              | Hierba (desc.)                                                       |
| 1968                                                                                    | Bandera de Estados Unidos                  | Estados Unidos                             | 4 - 1                                      | Australia                                  | Bandera de Australia                       | 26 al 28 de diciembre                                                | Memorial Drive, Adelaida                                             | Hierba (desc.)                                                       |
| 1969                                                                                    | Bandera de Estados Unidos                  | Estados Unidos                             | 5 - 0                                      | Rumania                                    | Bandera de Rumania                         | 19 al 21 de diciembre                                                | Harold Clark Courts, Cleveland                                       | Dura (desc.)                                                         |
| 1970                                                                                    | Bandera de Estados Unidos                  | Estados Unidos                             | 5 - 0                                      | Alemania Federal                           | Bandera de Alemania                        | 29 al 31 de agosto                                                   | Harold Clark Courts, Cleveland                                       | Dura (desc.)                                                         |
| 1971                                                                                    | Bandera de Estados Unidos                  | Estados Unidos                             | 3 - 2                                      | Rumania                                    | Bandera de Rumania                         | 8 al 11 de octubre                                                   | Olde Providence Racq. C, Charlotte                                   | Tierra (desc.)                                                       |
| Sistema de eliminación directa en igualdad de condiciones                               |                                            |                                            |                                            |                                            |                                            |                                                                      |                                                                      |                                                                      |
| 1972                                                                                    | Bandera de Estados Unidos                  | Estados Unidos                             | 3 - 2                                      | Rumania                                    | Bandera de Rumania                         | 13 al 15 de octubre                                                  | Club Sportiv Progresul, Bucarest                                     | Tierra (desc.)                                                       |
| 1973                                                                                    | Bandera de Australia                       | Australia                                  | 5 - 0                                      | Estados Unidos                             | Bandera de Estados Unidos                  | 30 de nov. al 2 de dic.                                              | Auditorio Público, Cleveland                                         | Moqueta (cub.)                                                       |
| 1974                                                                                    | Bandera de Sudáfrica                       | Sudáfrica                                  |                                            | India                                      | Bandera de la India                        | India se niega a participar por rechazo a la política del Apartheid. | India se niega a participar por rechazo a la política del Apartheid. | India se niega a participar por rechazo a la política del Apartheid. |
| 1975                                                                                    | Bandera de Suecia                          | Suecia                                     | 3 - 2                                      | Checoslovaquia                             | Bandera de República Checa                 | 19 al 21 de diciembre                                                | Kungliga Tennishalle, Estocolmo                                      | Moqueta (cub.)                                                       |
| 1976                                                                                    | Bandera de Italia                          | Italia                                     | 4 - 1                                      | Chile                                      | Bandera de Chile                           | 17 al 19 de diciembre                                                | Estadio Nacional, Santiago                                           | Tierra (desc.)                                                       |
| 1977                                                                                    | Bandera de Australia                       | Australia                                  | 3 - 1                                      | Italia                                     | Bandera de Italia                          | 2 al 4 de diciembre                                                  | Estadio de White City, Sídney                                        | Hierba (desc.)                                                       |
| 1978                                                                                    | Bandera de Estados Unidos                  | Estados Unidos                             | 4 - 1                                      | Gran Bretaña                               | Bandera del Reino Unido                    | 8 al 10 de diciembre                                                 | Mission Hills CC, Rancho Mirage                                      | Dura (desc.)                                                         |
| 1979                                                                                    | Bandera de Estados Unidos                  | Estados Unidos                             | 5 - 0                                      | Italia                                     | Bandera de Italia                          | 14 al 16 de diciembre                                                | Auditorio Cívico, San Francisco                                      | Moqueta (cub.)                                                       |
| 1980                                                                                    | Bandera de República Checa                 | Checoslovaquia                             | 4 - 1                                      | Italia                                     | Bandera de Italia                          | 5 al 7 de diciembre                                                  | Salón Sportovni, Praga                                               | Moqueta (cub.)                                                       |
| Sistema con Grupo Mundial de Copa Davis                                                 |                                            |                                            |                                            |                                            |                                            |                                                                      |                                                                      |                                                                      |
| 1981                                                                                    | Bandera de Estados Unidos                  | Estados Unidos                             | 3 - 1                                      | Argentina                                  | Bandera de Argentina                       | 11 al 13 de diciembre                                                | Coliseo de Riverfront, Cincinnati                                    | Moqueta (cub.)                                                       |
| 1982                                                                                    | Bandera de Estados Unidos                  | Estados Unidos                             | 4 - 1                                      | Francia                                    | Bandera de Francia                         | 26 al 28 de noviembre                                                | Palacio de los Deportes, Grenoble                                    | Tierra (cub.)                                                        |
| 1983                                                                                    | Bandera de Australia                       | Australia                                  | 3 - 2                                      | Suecia                                     | Bandera de Suecia                          | 26 al 28 de diciembre                                                | Kooyang, Melbourne                                                   | Hierba (desc.)                                                       |
| 1984                                                                                    | Bandera de Suecia                          | Suecia                                     | 4 - 1                                      | Estados Unidos                             | Bandera de Estados Unidos                  | 16 al 18 de diciembre                                                | Scandinavium, Gotemburgo                                             | Tierra (cub.)                                                        |
| 1985                                                                                    | Bandera de Suecia                          | Suecia                                     | 3 - 2                                      | Alemania Federal                           | Bandera de Alemania                        | 20 al 22 de diciembre                                                | Olympiahalle, Múnich                                                 | Moqueta (cub.)                                                       |
| 1986                                                                                    | Bandera de Australia                       | Australia                                  | 3 - 2                                      | Suecia                                     | Bandera de Suecia                          | 26 al 28 de diciembre                                                | Kooyang, Melbourne                                                   | Hierba (desc.)                                                       |
| 1987                                                                                    | Bandera de Suecia                          | Suecia                                     | 5 - 0                                      | India                                      | Bandera de la India                        | 18 al 20 de diciembre                                                | Scandinavium, Gotemburgo                                             | Tierra (cub.)                                                        |
| 1988                                                                                    | Bandera de Alemania                        | Alemania Federal                           | 4 - 1                                      | Suecia                                     | Bandera de Suecia                          | 16 al 18 de diciembre                                                | Scandinavium, Gotemburgo                                             | Tierra (cub.)                                                        |
| 1989                                                                                    | Bandera de Alemania                        | Alemania Federal                           | 3 - 2                                      | Suecia                                     | Bandera de Suecia                          | 15 al 17 de diciembre                                                | Schleyerhalle, Stuttgart                                             | Moqueta (cub.)                                                       |
| 1990                                                                                    | Bandera de Estados Unidos                  | Estados Unidos                             | 3 - 2                                      | Australia                                  | Bandera de Australia                       | 30 de nov. al 2 de dic.                                              | Suncoast Dome, St. Petersburg, Florida                               | Tierra (cub.)                                                        |
| 1991                                                                                    | Bandera de Francia                         | Francia                                    | 3 - 1                                      | Estados Unidos                             | Bandera de Estados Unidos                  | 29 de nov. al 1 de dic.                                              | Palacio de los Deportes Gerland, Lyon                                | Moqueta (cub.)                                                       |
| 1992                                                                                    | Bandera de Estados Unidos                  | Estados Unidos                             | 3 - 1                                      | Suiza                                      | Bandera de Suiza                           | 4 al 6 de diciembre                                                  | Tarrant Country Centre, Fort Worth                                   | Dura (cub.)                                                          |
| 1993                                                                                    | Bandera de Alemania                        | Alemania                                   | 4 - 1                                      | Australia                                  | Bandera de Australia                       | 3 al 5 de diciembre                                                  | Salón de Exhibiciones, Düsseldorf                                    | Tierra (cub.)                                                        |
| 1994                                                                                    | Bandera de Suecia                          | Suecia                                     | 4 - 1                                      | Rusia                                      | Bandera de Rusia                           | 2 al 4 de diciembre                                                  | Estadio Olímpico, Moscú                                              | Moqueta (cub.)                                                       |
| 1995                                                                                    | Bandera de Estados Unidos                  | Estados Unidos                             | 3 - 2                                      | Rusia                                      | Bandera de Rusia                           | 1 al 3 de diciembre                                                  | Estadio Olímpico, Moscú                                              | Tierra (cub.)                                                        |
| 1996                                                                                    | Bandera de Francia                         | Francia                                    | 3 - 2                                      | Suecia                                     | Bandera de Suecia                          | 29 de nov. al 1 de dic.                                              | Salón Massan, Malmö                                                  | Dura (cub.)                                                          |
| 1997                                                                                    | Bandera de Suecia                          | Suecia                                     | 5 - 0                                      | Estados Unidos                             | Bandera de Estados Unidos                  | 28 al 30 de noviembre                                                | Scandinavium, Gotemburgo                                             | Moqueta (cub.)                                                       |
| 1998                                                                                    | Bandera de Suecia                          | Suecia                                     | 4 - 1                                      | Italia                                     | Bandera de Italia                          | 4 al 6 de diciembre                                                  | Fórum, Milán                                                         | Tierra (cub.)                                                        |
| 1999                                                                                    | Bandera de Australia                       | Australia                                  | 3 - 2                                      | Francia                                    | Bandera de Francia                         | 2 al 5 de diciembre                                                  | Palacio de Congresos Acrópolis, Niza                                 | Tierra (cub.)                                                        |
| 2000                                                                                    | Bandera de España                          | España                                     | 3 - 1                                      | Australia                                  | Bandera de Australia                       | 8 al 10 de diciembre                                                 | Palau Sant Jordi, Barcelona                                          | Tierra (cub.)                                                        |
| 2001                                                                                    | Bandera de Francia                         | Francia                                    | 3 - 2                                      | Australia                                  | Bandera de Australia                       | 30 de nov. al 2 de dic.                                              | Melbourne Park, Melbourne                                            | Hierba (desc.)                                                       |
| 2002                                                                                    | Bandera de Rusia                           | Rusia                                      | 3 - 2                                      | Francia                                    | Bandera de Francia                         | 29 de nov. al 1 de dic.                                              | Palais Omnisports Paris Bercy, París                                 | Tierra (cub.)                                                        |
| 2003                                                                                    | Bandera de Australia                       | Australia                                  | 3 - 1                                      | España                                     | Bandera de España                          | 28 al 30 de noviembre                                                | Melbourne Park, Melbourne                                            | Hierba (desc.)                                                       |
| 2004                                                                                    | Bandera de España                          | España                                     | 3 - 2                                      | Estados Unidos                             | Bandera de Estados Unidos                  | 3 al 5 de diciembre                                                  | Estadio de la Cartuja, Sevilla                                       | Tierra (cub.)                                                        |
| 2005                                                                                    | Bandera de Croacia                         | Croacia                                    | 3 - 2                                      | Eslovaquia                                 | Bandera de Eslovaquia                      | 2 al 4 de diciembre                                                  | Centro Nacional Sibamac, Bratislava                                  | Dura (cub.)                                                          |
| 2006                                                                                    | Bandera de Rusia                           | Rusia                                      | 3 - 2                                      | Argentina                                  | Bandera de Argentina                       | 1 al 3 de diciembre                                                  | Estadio Olímpico, Moscú                                              | Moqueta (cub.)                                                       |
| 2007                                                                                    | Bandera de Estados Unidos                  | Estados Unidos                             | 4 - 1                                      | Rusia                                      | Bandera de Rusia                           | 30 de nov. al 2 de dic.                                              | Memorial Coliseum, Portland                                          | Dura (cub.)                                                          |
| 2008                                                                                    | Bandera de España                          | España                                     | 3 - 1                                      | Argentina                                  | Bandera de Argentina                       | 21 al 23 de noviembre                                                | P. Islas Malvinas, Mar del Plata                                     | Dura (cub.)                                                          |
| 2009                                                                                    | Bandera de España                          | España                                     | 5 - 0                                      | República Checa                            | Bandera de República Checa                 | 4 al 6 de diciembre                                                  | Palau Sant Jordi, Barcelona                                          | Tierra (cub.)                                                        |
| 2010                                                                                    | Bandera de Serbia                          | Serbia                                     | 3 - 2                                      | Francia                                    | Bandera de Francia                         | 3 al 5 de diciembre                                                  | Beogradska Arena, Belgrado                                           | Dura (cub.)                                                          |
| 2011                                                                                    | Bandera de España                          | España                                     | 3 - 1                                      | Argentina                                  | Bandera de Argentina                       | 2 al 4 de diciembre                                                  | Estadio de la Cartuja, Sevilla                                       | Tierra (cub.)                                                        |
| 2012                                                                                    | Bandera de República Checa                 | República Checa                            | 3 - 2                                      | España                                     | Bandera de España                          | 16 al 18 de noviembre                                                | O2 Arena, Praga                                                      | Dura (cub.)                                                          |
| 2013                                                                                    | Bandera de República Checa                 | República Checa                            | 3 - 2                                      | Serbia                                     | Bandera de Serbia                          | 15 al 17 de noviembre                                                | Beogradska Arena, Belgrado                                           | Dura (cub.)                                                          |
| 2014                                                                                    | Bandera de Suiza                           | Suiza                                      | 3 - 1                                      | Francia                                    | Bandera de Francia                         | 21 al 23 de noviembre                                                | Stade Pierre-Mauroy, Lille                                           | Tierra (cub.)                                                        |
| 2015                                                                                    | Bandera del Reino Unido                    | Gran Bretaña                               | 3 - 1                                      | Bélgica                                    | Bandera de Bélgica                         | 27 al 29 de noviembre                                                | Flanders Expo, Gante                                                 | Tierra (cub.)                                                        |
| 2016                                                                                    | Bandera de Argentina                       | Argentina                                  | 3 - 2                                      | Croacia                                    | Bandera de Croacia                         | 25 al 27 de noviembre                                                | Arena Zagreb, Zagreb                                                 | Dura (cub.)                                                          |
| 2017                                                                                    | Bandera de Francia                         | Francia                                    | 3 - 2                                      | Bélgica                                    | Bandera de Bélgica                         | 24 al 26 de noviembre                                                | Stade Pierre-Mauroy, Lille                                           | Dura (cub.)                                                          |
| 2018                                                                                    | Bandera de Croacia                         | Croacia                                    | 3 - 1                                      | Francia                                    | Bandera de Francia                         | 23 al 25 de noviembre                                                | Stade Pierre-Mauroy, Lille                                           | Tierra (cub.)                                                        |
| Sistema con sede única para finales de la Copa Davis                                    |                                            |                                            |                                            |                                            |                                            |                                                                      |                                                                      |                                                                      |
| 2019                                                                                    | Bandera de España                          | España                                     | 2 - 0                                      | Canadá                                     | Bandera de Canadá                          | 18 al 24 de noviembre                                                | Caja Mágica, Madrid                                                  | Dura (cub.)                                                          |
| 2020- 2021                                                                              | Bandera de Rusia                           | RTF                                        | 2 - 0                                      | Croacia                                    | Bandera de Croacia                         | 25 de noviembre al 5 de diciembre                                    | Madrid Arena, Madrid                                                 | Dura (cub.)                                                          |
| 2022                                                                                    | Bandera de Canadá                          | Canadá                                     | 2 - 0                                      | Australia                                  | Bandera de Australia                       | 22 al 27 de noviembre                                                | Martín Carpena Arena, Málaga                                         | Dura (cub.)                                                          |
| 2023                                                                                    | Bandera de Italia                          | Italia                                     | 2 - 0                                      | Australia                                  | Bandera de Australia                       | 21 al 26 de noviembre                                                | Martín Carpena Arena, Málaga                                         | Dura (cub.)                                                          |
| 2024                                                                                    | Bandera de Italia                          | Italia                                     | 2 - 0                                      | Países Bajos                               | Bandera de los Países Bajos                | 19 al 24 de noviembre                                                | Martín Carpena Arena, Málaga                                         | Dura (cub.)                                                          |
| 2025                                                                                    | Bandera de ?                               |                                            | -                                          |                                            | Bandera de ?                               | ? al ? de noviembre                                                  | Unipol Arena, Bolonia                                                | Dura (cub.)                                                          |
| Fuente: Daviscup.com                                                                    |                                            |                                            |                                            |                                            |                                            |                                                                      |                                                                      |                                                                      |

## Títulos por país

### Histórico
| País            | Títulos | Primero |
| Estados Unidos  | 32      | 1900    |
| Australia       | 28      | 1907    |
| Gran Bretaña    | 10      | 1903    |
| Francia         | 10      | 1927    |
| Suecia          | 7       | 1975    |
| España          | 6       | 2000    |
| Italia          | 3       | 1976    |
| República Checa | 3       | 1980    |
| Alemania        | 3       | 1988    |
| Rusia           | 3       | 2002    |
| Croacia         | 2       | 2005    |
| Sudáfrica       | 1       | 1974    |
| Serbia          | 1       | 2010    |
| Suiza           | 1       | 2014    |
| Argentina       | 1       | 2016    |
| Canadá          | 1       | 2022    |

### Desde 1972
Desde el año 1972 el campeón vigente no accede directamente a la final del año siguiente como local.
| País            | Títulos | Subtítulos | Primero | Último |
| Estados Unidos  | 9       | 5          | 1972    | 2007   |
| Suecia          | 7       | 5          | 1975    | 1998   |
| Australia       | 6       | 6          | 1973    | 2003   |
| España          | 6       | 2          | 2000    | 2019   |
| Francia         | 4       | 6          | 1991    | 2017   |
| Italia          | 3       | 4          | 1976    | 2024   |
| Rusia           | 3       | 3          | 2002    | 2021   |
| República Checa | 3       | 2          | 1980    | 2013   |
| Alemania        | 3       | 1          | 1988    | 1993   |
| Croacia         | 2       | 2          | 2005    | 2018   |
| Argentina       | 1       | 4          | 2016    | 2016   |
| Serbia          | 1       | 1          | 2010    | 2010   |
| Suiza           | 1       | 1          | 2014    | 2014   |
| Gran Bretaña    | 1       | 1          | 2015    | 2015   |
| Canadá          | 1       | 1          | 2022    | 2022   |
| Sudáfrica       | 1       | 0          | 1974    | 1974   |

## Clasificación mundial
Actualizado a agosto de 2025.
| \| \| País \| Variación \| Puntos \| \| 1 \| Italia \| Sin cambios \| 573.25 \| \| 2 \| Australia \| Sin cambios \| 470.75 \| \| 3 \| Países Bajos \| 1 \| 432.00 \| \| 4 \| Alemania \| 1 \| 421.00 \| \| 5 \| Estados Unidos \| 1 \| 419.50 \| \| 6 \| Canadá \| 3 \| 408.25 \| \| 7 \| España \| 3 \| 386.75 \| \| 8 \| Francia \| 1 \| 381.50 \| \| 9 \| República Checa \| 2 \| 376.00 \| \| 10 \| Argentina \| 5 \| 374.00 \| |                 |             |        |
| | País            | Variación   | Puntos |
| 1 | Italia          | Sin cambios | 573.25 |
| 2 | Australia       | Sin cambios | 470.75 |
| 3 | Países Bajos    | 1           | 432.00 |
| 4 | Alemania        | 1           | 421.00 |
| 5 | Estados Unidos  | 1           | 419.50 |
| 6 | Canadá          | 3           | 408.25 |
| 7 | España          | 3           | 386.75 |
| 8 | Francia         | 1           | 381.50 |
| 9 | República Checa | 2           | 376.00 |
| 10 | Argentina       | 5           | 374.00 |

## Estructura actual
| Nivel | Grupo                            | Grupo                              | Grupo                              | Grupo                               |
| 1     | Fase Final 18 países             | Fase Final 18 países               | Fase Final 18 países               | Fase Final 18 países                |
| 2     | Grupo 1 Zona Americana 6 países  | Grupo 1 Zona Euro/África 12 países | Grupo 1 Zona Euro/África 12 países | Grupo 1 Zona Asia/Oceanía 6 países  |
| 3     | Grupo 2 Zona Americana 6 países  | Grupo 2 Zona Euro/África 12 países | Grupo 2 Zona Euro/África 12 países | Grupo 2 Zona Asia/Oceanía 6 países  |
| 4     | Grupo 3 Zona Americana 11 países | Grupo 3 Zona Europea 8 países      | Grupo 3 Zona Africana 8 países     | Grupo 3 Zona Asia/Oceanía 8 países  |
| 5     |                                  | Grupo 4 Zona Europea 10 países     | Grupo 4 Zona Africana 7 países     | Grupo 4 Zona Asia/Oceanía 15 países |

## Estadísticas

### Palmarés por país, desde la creación del Grupo Mundial en 1981
Actualizado a febrero de 2024.
| País           | Campeón                            | Subcampeón                         | Semifinalista                                              |
| Suecia         | 1984, 1985, 1987, 1994, 1997, 1998 | 1983, 1986, 1988, 1989, 1996       | 1992, 1993, 1995, 2001, 2007                               |
| EEUU           | 1981, 1982, 1990, 1992, 1995, 2007 | 1984, 1991, 1997, 2004             | 1986, 1989, 1994, 1998, 2000, 2002, 2006, 2008, 2012, 2018 |
| España         | 2000, 2004, 2008, 2009, 2011, 2019 | 2003, 2012                         | 1987, 1998, 2018                                           |
| Australia      | 1983, 1986, 1999, 2003             | 1990, 1993, 2000, 2001, 2022, 2023 | 1981, 1982, 1984, 1985, 1987, 1997, 2006, 2015, 2017, 2024 |
| Francia        | 1991, 1996, 2001, 2017             | 1982, 1999, 2002, 2010, 2014, 2018 | 1983, 1988, 2004, 2011, 2016                               |
| Rusia          | 2002, 2006, 2021                   | 1994, 1995, 2007                   | 1999, 2005, 2008                                           |
| Alemania       | 1988, 1989, 1993                   | 1985                               | 1991, 1994, 1995, 2007, 2021, 2024                         |
| Croacia        | 2005, 2018                         | 2016, 2021                         | 2009, 2022                                                 |
| Italia         | 2023, 2024                         | 1998                               | 1996, 1997, 2014, 2022                                     |
| R. Checa       | 2012, 2013                         | 2009                               | 1996, 2010, 2014                                           |
| Argentina      | 2016                               | 1981, 2006, 2008, 2011             | 1983, 1990, 2002, 2003, 2005, 2010, 2012, 2013, 2015       |
| Serbia         | 2010                               | 2013                               | 2011, 2017, 2021, 2023                                     |
| Suiza          | 2014                               | 1992                               | 2003                                                       |
| Canadá         | 2022                               | 2019                               | 2013                                                       |
| Gran Bretaña   | 2015                               |                                    | 1981, 2016                                                 |
| Bélgica        |                                    | 2015, 2017                         | 1999                                                       |
| India          |                                    | 1987                               | 1993                                                       |
| Países Bajos   |                                    | 2024                               | 2001                                                       |
| Eslovaquia     |                                    | 2005                               |                                                            |
| Checoslovaquia |                                    |                                    | 1984, 1985, 1986                                           |
| Yugoslavia     |                                    |                                    | 1988, 1989, 1991                                           |
| Brasil         |                                    |                                    | 1992, 2000                                                 |
| Nueva Zelanda  |                                    |                                    | 1982                                                       |
| Austria        |                                    |                                    | 1990                                                       |
| Bielorrusia    |                                    |                                    | 2004                                                       |
| Israel         |                                    |                                    | 2009                                                       |
| Finlandia      |                                    |                                    | 2023                                                       |

### Tenistas con más partidos ganados
Actualizado a noviembre de 2019.
|    | Jugador             | Partidos | Individuales | Dobles |
| 1  | Boris Becker        | 40       | 26           | 14     |
| 2  | David Nalbandian    | 39       | 23           | 16     |
| 3  | Rafael Nadal        | 37       | 29           | 8      |
| 4  | Tomáš Berdych       | 36       | 20           | 16     |
| 5  | Yevgueni Káfelnikov | 33       | 22           | 11     |
| 5  | Jonas Björkman      | 33       | 13           | 20     |
| 7  | Stefan Edberg       | 32       | 21           | 11     |
| 8  | Mats Wilander       | 31       | 24           | 7      |
| 9  | Anders Järryd       | 30       | 10           | 20     |
| 9  | Lleyton Hewitt      | 30       | 26           | 4      |
| 11 | John McEnroe        | 29       | 16           | 13     |
| 12 | Radek Štěpánek      | 28       | 12           | 16     |
| 12 | Roger Federer       | 28       | 22           | 6      |
| 14 | Michael Stich       | 27       | 14           | 13     |
| 14 | Marat Safin         | 27       | 19           | 8      |
| 16 | Guy Forget          | 25       | 8            | 17     |
| 16 | Henri Leconte       | 25       | 12           | 13     |
| 18 | Petr Korda          | 24       | 13           | 11     |
| 18 | Andy Roddick        | 24       | 24           | 0      |
| 20 | Pat Cash            | 23       | 15           | 8      |
| 20 | Ivan Ljubičić       | 23       | 15           | 8      |
| 20 | Mike Bryan          | 23       | 0            | 23     |
| 20 | Marin Čilić         | 23       | 17           | 6      |
| 24 | Andre Agassi        | 22       | 22           | 0      |
| 24 | Bob Bryan           | 22       | 0            | 22     |
| 26 | Michaël Llodra      | 21       | 2            | 19     |
| 26 | Novak Đoković       | 21       | 19           | 2      |
| 26 | Jo-Wilfried Tsonga  | 21       | 16           | 5      |
| 29 | Yannick Noah        | 20       | 12           | 8      |
| 29 | Andy Murray         | 20       | 14           | 6      |
| 31 | David Ferrer        | 19       | 19           | 0      |
| 32 | Todd Woodbridge     | 18       | 0            | 18     |

#### Individuales
Actualizado a septiembre de 2024.
| Jugador             | Partidos | Ganados | Perdidos |
| Nicola Pietrangeli  | 110      | 78      | 32       |
| Ilie Năstase        | 96       | 74      | 22       |
| Manolo Santana      | 86       | 69      | 17       |
| Omar Al-Awadhi      | 99       | 66      | 33       |
| Gottfried von Cramm | 68       | 58      | 10       |
| Alex Metreveli      | 70       | 56      | 14       |
| Mohamed Abdulaal    | 66       | 52      | 14       |
| Jacques Brichant    | 79       | 52      | 27       |
| Wilhelm Bungert     | 79       | 52      | 27       |
| Balázs Taróczy      | 62       | 50      | 12       |
| Ramanathan Krishnan | 69       | 50      | 19       |
| Jan-Erik Lundqvist  | 63       | 47      | 16       |
| Marcos Baghdatis    | 51       | 47      | 4        |
| Lleyton Hewitt      | 56       | 42      | 14       |
| John McEnroe        | 49       | 41      | 8        |
| Novak Đoković       | 49       | 41      | 8        |
| Roger Federer       | 48       | 40      | 8        |
| Boris Becker        | 41       | 38      | 3        |
| Björn Borg          | 40       | 37      | 3        |
| Mats Wilander       | 52       | 36      | 16       |
| Stefan Edberg       | 50       | 35      | 15       |
| Denis Istomin       | 53       | 35      | 18       |
| Andy Roddick        | 45       | 33      | 12       |
| Marin Čilić         | 50       | 33      | 17       |
| Andy Murray         | 36       | 33      | 3        |
| Robin Haase         | 47       | 32      | 15       |
| Yevgueni Káfelnikov | 47       | 31      | 16       |
| Andre Agassi        | 36       | 30      | 6        |
| Pablo Cuevas        | 38       | 30      | 8        |
| Rafael Nadal        | 31       | 29      | 2        |
| Tomáš Berdych       | 44       | 29      | 15       |
| David Goffin        | 35       | 29      | 6        |
| David Ferrer        | 33       | 28      | 5        |

#### Dobles
Actualizado a noviembre de 2024.
| Jugador                 | Partidos | Ganados | Perdidos |
| Brett Baudinet          | 77       | 45      | 22       |
| Leander Paes            | 58       | 45      | 13       |
| Nicola Pietrangeli      | 54       | 42      | 12       |
| Omar Al-Awadhi          | 59       | 38      | 21       |
| Mohammed Al-Nabhani     | 59       | 37      | 22       |
| Maxim Mirny             | 54       | 37      | 17       |
| Orlando Sirola          | 43       | 35      | 8        |
| Ilie Năstase            | 50       | 35      | 15       |
| Khalid Al Nabhani       | 60       | 35      | 25       |
| Daniel Nestor           | 46       | 33      | 13       |
| Bader Mohammed Almuqail | 61       | 31      | 30       |
| Ion Țiriac              | 41       | 30      | 11       |
| Nenad Zimonjić          | 49       | 30      | 19       |
| Mike Bryan              | 33       | 28      | 5        |
| Bob Bryan               | 31       | 26      | 5        |

## Participaciones en el Grupo Mundial

### 1981-2000
| País                                                                                          | 1981 | 1982 | 1983 | 1984 | 1985 | 1986 | 1987 | 1988 | 1989 | 1990 | 1991 | 1992 | 1993 | 1994 | 1995 | 1996 | 1997 | 1998 | 1999 | 2000 |
| --------------------------------------------------------------------------------------------- | ---- | ---- | ---- | ---- | ---- | ---- | ---- | ---- | ---- | ---- | ---- | ---- | ---- | ---- | ---- | ---- | ---- | ---- | ---- | ---- |
| EEUU                                                                                          | C    | C    | 1.ªR | F    | CF   | SF   | 1.ªR | -    | SF   | C    | F    | C    | 1.ªR | SF   | C    | CF   | F    | SF   | CF   | SF   |
| Francia                                                                                       | 1.ªR | F    | SF   | CF   | 1.ªR | -    | CF   | SF   | CF   | 1.ªR | C    | CF   | CF   | CF   | 1.ªR | C    | 1.ªR | -    | F    | 1.ªR |
| Alemania                                                                                      | 1.ªR | 1.ªR | -    | 1.ªR | F    | 1.ªR | 1.ªR | C    | C    | CF   | SF   | 1.ªR | C    | SF   | SF   | CF   | 1.ªR | CF   | 1.ªR | CF   |
| Suecia                                                                                        | CF   | CF   | F    | C    | C    | F    | C    | F    | F    | 1.ªR | 1.ªR | SF   | SF   | C    | SF   | F    | C    | C    | 1.ªR | -    |
| España                                                                                        | -    | 1.ªR | -    | -    | 1.ªR | 1.ªR | SF   | 1.ªR | CF   | 1.ªR | CF   | 1.ªR | 1.ªR | CF   | 1.ªR | -    | CF   | SF   | 1.ªR | C    |
| Australia                                                                                     | SF   | SF   | C    | SF   | SF   | C    | SF   | CF   | 1.ªR | F    | CF   | CF   | F    | 1.ªR | 1.ªR | -    | SF   | 1.ªR | C    | F    |
| Suiza                                                                                         | 1.ªR | -    | -    | -    | -    | -    | -    | 1.ªR | -    | 1.ªR | -    | F    | 1.ªR | -    | 1.ªR | 1.ªR | 1.ªR | CF   | CF   | 1.ªR |
| Italia                                                                                        | 1.ªR | CF   | CF   | CF   | 1.ªR | CF   | 1.ªR | CF   | 1.ªR | CF   | 1.ªR | CF   | CF   | 1.ªR | CF   | SF   | SF   | F    | 1.ªR | 1.ªR |
| Argentina                                                                                     | F    | 1.ªR | SF   | CF   | 1.ªR | -    | 1.ªR | -    | -    | SF   | CF   | 1.ªR | -    | -    | -    | -    | -    | -    | -    | -    |
| R. Checa                                                                                      | CF   | CF   | 1.ªR | SF   | SF   | SF   | 1.ªR | CF   | CF   | CF   | CF   | CF   | CF   | CF   | 1.ªR | SF   | CF   | 1.ªR | 1.ªR | CF   |
| Rusia                                                                                         | -    | -    | -    | -    | -    | -    | -    | -    | -    | -    | -    | -    | 1.ªR | F    | F    | 1.ªR | 1.ªR | 1.ªR | SF   | CF   |
| Bélgica                                                                                       | -    | -    | -    | -    | -    | -    | -    | -    | -    | -    | 1.ªR | 1.ªR | -    | 1.ªR | 1.ªR | 1.ªR | -    | CF   | SF   | 1.ªR |
| Países Bajos                                                                                  | -    | -    | -    | -    | -    | -    | -    | -    | -    | 1.ªR | -    | 1.ªR | CF   | CF   | CF   | 1.ªR | CF   | 1.ªR | 1.ªR | 1.ªR |
| Austria                                                                                       | -    | -    | -    | -    | -    | -    | -    | -    | CF   | SF   | 1.ªR | -    | 1.ªR | 1.ªR | CF   | 1.ªR | -    | -    | -    | 1.ªR |
| Gran Bretaña                                                                                  | SF   | 1.ªR | 1.ªR | 1.ªR | -    | CF   | 1.ªR | -    | -    | -    | -    | 1.ªR | -    | -    | -    | -    | -    | -    | 1.ªR | 1.ªR |
| Croacia                                                                                       | -    | -    | -    | -    | -    | -    | -    | -    | -    | -    | -    | -    | -    | -    | 1.ªR | -    | -    | -    | -    | -    |
| Rumania                                                                                       | CF   | 1.ªR | CF   | 1.ªR | -    | -    | -    | -    | -    | -    | -    | -    | -    | -    | -    | -    | 1.ªR | -    | -    | -    |
| India                                                                                         | -    | 1.ªR | -    | 1.ªR | CF   | 1.ªR | F    | 1.ªR | -    | -    | -    | -    | SF   | 1.ªR | -    | CF   | 1.ªR | 1.ªR | -    | -    |
| Brasil                                                                                        | 1.ªR | -    | -    | -    | -    | -    | -    | 1.ªR | -    | -    | -    | SF   | 1.ªR | -    | -    | -    | 1.ªR | 1.ªR | CF   | SF   |
| México                                                                                        | 1.ªR | 1.ªR | -    | -    | -    | CF   | CF   | 1.ªR | 1.ªR | 1.ªR | 1.ªR | -    | -    | -    | -    | 1.ªR | 1.ªR | -    | -    | -    |
| Israel                                                                                        | -    | -    | -    | -    | -    | -    | CF   | 1.ªR | 1.ªR | 1.ªR | 1.ªR | -    | -    | 1.ªR | -    | -    | -    | -    | -    | -    |
| Serbia                                                                                        | -    | -    | -    | -    | -    | -    | -    | -    | -    | -    | -    | -    | -    | -    | -    | -    | -    | -    | -    | -    |
| Chile                                                                                         | -    | CF   | 1.ªR | -    | 1.ªR | -    | -    | -    | -    | -    | -    | -    | -    | -    | -    | -    | -    | -    | -    | -    |
| Dinamarca                                                                                     | -    | -    | 1.ªR | 1.ªR | -    | 1.ªR | -    | CF   | 1.ªR | -    | -    | -    | 1.ªR | 1.ªR | 1.ªR | 1.ªR | -    | -    | -    | -    |
| Yugoslavia                                                                                    | -    | -    | -    | 1.ªR | 1.ªR | CF   | 1.ªR | SF   | SF   | 1.ªR | SF   | 1.ªR | -    | -    | -    | -    | -    | -    | -    | -    |
| Canadá                                                                                        | -    | -    | -    | -    | -    | -    | -    | -    | -    | -    | 1.ªR | 1.ªR | -    | -    | -    | -    | -    | -    | -    | -    |
| Nueva Zelanda                                                                                 | CF   | SF   | CF   | 1.ªR | -    | 1.ªR | -    | 1.ªR | -    | CF   | 1.ªR | -    | -    | -    | -    | -    | -    | -    | -    | -    |
| Paraguay                                                                                      | -    | -    | CF   | CF   | CF   | 1.ªR | CF   | 1.ªR | 1.ªR | -    | -    | -    | -    | -    | -    | -    | -    | -    | -    | -    |
| Eslovaquia                                                                                    | -    | -    | -    | -    | -    | -    | -    | -    | -    | -    | -    | -    | -    | -    | -    | -    | -    | 1.ªR | CF   | CF   |
| Japón                                                                                         | 1.ªR | -    | -    | -    | 1.ªR | -    | -    | -    | -    | -    | -    | -    | -    | -    | -    | -    | -    | -    | -    | -    |
| Kazajistán                                                                                    | -    | -    | -    | -    | -    | -    | -    | -    | -    | -    | -    | -    | -    | -    | -    | -    | -    | -    | -    | -    |
| URSS                                                                                          | -    | 1.ªR | 1.ªR | -    | 1.ªR | 1.ªR | -    | -    | 1.ªR | -    | -    | -    | -    | -    | -    | -    | -    | -    | -    | -    |
| Ecuador                                                                                       | -    | -    | -    | 1.ªR | CF   | 1.ªR | -    | -    | -    | -    | -    | -    | -    | -    | -    | -    | -    | -    | -    | -    |
| Sudáfrica                                                                                     | -    | -    | -    | -    | -    | -    | -    | -    | -    | -    | -    | -    | -    | -    | CF   | CF   | CF   | 1.ªR | -    | -    |
| Bielorrusia                                                                                   | -    | -    | -    | -    | -    | -    | -    | -    | -    | -    | -    | -    | -    | -    | -    | -    | -    | -    | -    | -    |
| Corea del Sur                                                                                 | 1.ªR | -    | -    | -    | -    | -    | 1.ªR | -    | -    | -    | -    | -    | -    | -    | -    | -    | -    | -    | -    | -    |
| Zimbabue                                                                                      | -    | -    | -    | -    | -    | -    | -    | -    | -    | -    | -    | -    | -    | -    | -    | -    | -    | CF   | 1.ªR | 1.ªR |
| Marruecos                                                                                     | -    | -    | -    | -    | -    | -    | -    | -    | -    | -    | -    | -    | -    | -    | -    | -    | -    | -    | -    | -    |
| Indonesia                                                                                     | -    | -    | 1.ªR | -    | -    | -    | -    | -    | 1.ªR | -    | -    | -    | -    | -    | -    | -    | -    | -    | -    | -    |
| Hungría                                                                                       | -    | -    | -    | -    | -    | -    | -    | -    | -    | -    | -    | -    | -    | 1.ªR | -    | 1.ªR | -    | -    | -    | -    |
| Irlanda                                                                                       | -    | -    | 1.ªR | -    | -    | -    | -    | -    | -    | -    | -    | -    | -    | -    | -    | -    | -    | -    | -    | -    |
| Cuba                                                                                          | -    | -    | -    | -    | -    | -    | -    | -    | -    | -    | -    | -    | 1.ªR | -    | -    | -    | -    | -    | -    | -    |
| Perú                                                                                          | -    | -    | -    | -    | -    | -    | -    | -    | -    | -    | -    | -    | -    | -    | -    | -    | -    | -    | -    | -    |
| Polonia                                                                                       | -    | -    | -    | -    | -    | -    | -    | -    | -    | -    | -    | -    | -    | -    | -    | -    | -    | -    | -    | -    |
| País                                                                                          | 1981 | 1982 | 1983 | 1984 | 1985 | 1986 | 1987 | 1988 | 1989 | 1990 | 1991 | 1992 | 1993 | 1994 | 1995 | 1996 | 1997 | 1998 | 1999 | 2000 |
| C = Campeón • F = Finalista • SF = Semifinalista • CF = Cuartofinalista • 1ªR = Primera Ronda |      |      |      |      |      |      |      |      |      |      |      |      |      |      |      |      |      |      |      |      |

### Desde 2001
| País                                                                                          | 2001 | 2002 | 2003 | 2004 | 2005 | 2006 | 2007 | 2008 | 2009 | 2010 | 2011 | 2012 | 2013 | 2014 | 2015 | 2016 | 2017 | 2018 | 2019 | 2020 |
| --------------------------------------------------------------------------------------------- | ---- | ---- | ---- | ---- | ---- | ---- | ---- | ---- | ---- | ---- | ---- | ---- | ---- | ---- | ---- | ---- | ---- | ---- | ---- | ---- |
| EEUU                                                                                          | 1.ªR | SF   | 1.ªR | F    | 1.ªR | SF   | C    | SF   | CF   | 1.ªR | CF   | SF   | CF   | 1.ªR | 1.ªR | CF   | CF   | SF   | RR   |      |
| Francia                                                                                       | C    | F    | CF   | SF   | CF   | CF   | CF   | CF   | 1.ªR | F    | SF   | CF   | CF   | F    | CF   | SF   | C    | F    | RR   |      |
| Alemania                                                                                      | CF   | 1.ªR | 1.ªR | -    | -    | 1.ªR | SF   | CF   | CF   | 1.ªR | CF   | 1.ªR | 1.ªR | CF   | 1.ªR | 1.ªR | 1.ªR | CF   | CF   |      |
| Suecia                                                                                        | SF   | CF   | CF   | CF   | 1.ªR | 1.ªR | SF   | CF   | 1.ªR | 1.ªR | CF   | 1.ªR | -    | -    | -    | -    | -    | -    | -    |      |
| España                                                                                        | 1.ªR | CF   | F    | C    | 1.ªR | 1.ªR | CF   | C    | C    | CF   | C    | F    | 1.ªR | 1.ªR | -    | -    | CF   | SF   | C    |      |
| Australia                                                                                     | F    | 1.ªR | C    | 1.ªR | CF   | SF   | 1.ªR | -    | -    | -    | -    | -    | -    | 1.ªR | SF   | 1.ªR | SF   | 1.ªR | CF   |      |
| Suiza                                                                                         | CF   | 1.ªR | SF   | CF   | 1.ªR | 1.ªR | 1.ªR | -    | 1.ªR | 1.ªR | -    | 1.ªR | 1.ªR | C    | 1.ªR | 1.ªR | 1.ªR | 1.ªR | -    |      |
| Italia                                                                                        | -    | -    | -    | -    | -    | -    | -    | -    | -    | -    | -    | 1.ªR | CF   | SF   | 1.ªR | CF   | CF   | CF   | RR   |      |
| Argentina                                                                                     | -    | SF   | SF   | CF   | SF   | F    | CF   | F    | CF   | SF   | F    | SF   | SF   | 1.ªR | SF   | C    | 1.ªR | -    | CF   |      |
| R. Checa                                                                                      | 1.ªR | CF   | 1.ªR | 1.ªR | 1.ªR | -    | 1.ªR | CF   | F    | SF   | 1.ªR | C    | C    | SF   | 1.ªR | CF   | 1.ªR | -    | -    |      |
| Rusia                                                                                         | CF   | C    | CF   | 1.ªR | SF   | C    | F    | SF   | CF   | CF   | 1.ªR | 1.ªR | -    | -    | -    | -    | 1.ªR | -    | SF   |      |
| Bélgica                                                                                       | 1.ªR | -    | 1.ªR | -    | -    | -    | CF   | 1.ªR | -    | 1.ªR | 1.ªR | -    | 1.ªR | 1.ªR | F    | 1.ªR | F    | CF   | RR   |      |
| Países Bajos                                                                                  | SF   | 1.ªR | 1.ªR | CF   | CF   | 1.ªR | -    | -    | 1.ªR | -    | -    | -    | -    | 1.ªR | -    | -    | -    | 1.ªR | RR   |      |
| Austria                                                                                       | -    | -    | -    | 1.ªR | 1.ªR | 1.ªR | 1.ªR | 1.ªR | 1.ªR | -    | 1.ªR | CF   | 1.ªR | -    | -    | -    | -    | -    | -    |      |
| Gran Bretaña                                                                                  | -    | 1.ªR | 1.ªR | -    | -    | -    | -    | 1.ªR | -    | -    | -    | -    | -    | CF   | C    | SF   | CF   | 1.ªR | SF   |      |
| Croacia                                                                                       | -    | CF   | CF   | 1.ªR | C    | CF   | 1.ªR | -    | SF   | CF   | 1.ªR | CF   | 1.ªR | -    | 1.ªR | F    | 1.ªR | C    | RR   |      |
| Rumania                                                                                       | 1.ªR | -    | 1.ªR | 1.ªR | CF   | 1.ªR | 1.ªR | 1.ªR | 1.ªR | -    | 1.ªR | -    | -    | -    | -    | -    | -    | -    | -    |      |
| India                                                                                         | -    | -    | -    | -    | -    | -    | -    | -    | -    | 1.ªR | 1.ªR | -    | -    | -    | -    | -    | -    | -    | -    |      |
| Brasil                                                                                        | CF   | 1.ªR | 1.ªR | -    | -    | -    | -    | -    | -    | -    | -    | -    | 1.ªR | -    | 1.ªR | -    | -    | -    | -    |      |
| México                                                                                        | -    | -    | -    | -    | -    | -    | -    | -    | -    | -    | -    | -    | -    | -    | -    | -    | -    | -    | -    |      |
| Israel                                                                                        | -    | -    | -    | -    | -    | -    | -    | 1.ªR | SF   | 1.ªR | -    | -    | 1.ªR | -    | -    | -    | -    | -    | -    |      |
| Serbia                                                                                        | -    | -    | -    | -    | -    | -    | -    | 1.ªR | 1.ªR | C    | SF   | CF   | F    | 1.ªR | CF   | CF   | SF   | 1.ªR | CF   |      |
| Chile                                                                                         | -    | -    | -    | -    | 1.ªR | CF   | 1.ªR | -    | 1.ªR | CF   | 1.ªR | -    | -    | -    | -    | -    | -    | -    | RR   |      |
| Dinamarca                                                                                     | -    | -    | -    | -    | -    | -    | -    | -    | -    | -    | -    | -    | -    | -    | -    | -    | -    | -    | -    |      |
| Yugoslavia                                                                                    | -    | -    | -    | -    | -    | -    | -    | -    | -    | -    | -    | -    | -    | -    | -    | -    | -    | -    | -    |      |
| Canadá                                                                                        | -    | -    | -    | 1.ªR | -    | -    | -    | -    | -    | -    | -    | 1.ªR | SF   | 1.ªR | CF   | 1.ªR | 1.ªR | 1.ªR | F    |      |
| Nueva Zelanda                                                                                 | -    | -    | -    | -    | -    | -    | -    | -    | -    | -    | -    | -    | -    | -    | -    | -    | -    | -    | -    |      |
| Paraguay                                                                                      | -    | -    | -    | -    | -    | -    | -    | -    | -    | -    | -    | -    | -    | -    | -    | -    | -    | -    | -    |      |
| Eslovaquia                                                                                    | 1.ªR | 1.ªR | -    | -    | F    | 1.ªR | -    | -    | -    | -    | -    | -    | -    | -    | -    | -    | -    | -    | -    |      |
| Japón                                                                                         | -    | -    | -    | -    | -    | -    | -    | -    | -    | -    | -    | 1.ªR | -    | CF   | 1.ªR | 1.ªR | 1.ªR | 1.ªR | RR   |      |
| Kazajistán                                                                                    | -    | -    | -    | -    | -    | -    | -    | -    | -    | -    | CF   | 1.ªR | CF   | CF   | CF   | 1.ªR | -    | CF   | RR   |      |
| Ecuador                                                                                       | 1.ªR | -    | -    | -    | -    | -    | -    | -    | -    | 1.ªR | -    | -    | -    | -    | -    | -    | -    | -    | -    |      |
| Sudáfrica                                                                                     | -    | -    | -    | -    | -    | -    | -    | -    | -    | -    | -    | -    | -    | -    | -    | -    | -    | -    | -    |      |
| Bielorrusia                                                                                   | -    | -    | -    | SF   | 1.ªR | CF   | 1.ªR | -    | -    | -    | -    | -    | -    | -    | -    | -    | -    | -    | -    |      |
| Corea del Sur                                                                                 | -    | -    | -    | -    | -    | -    | -    | 1.ªR | -    | -    | -    | -    | -    | -    | -    | -    | -    | -    | -    |      |
| Zimbabue                                                                                      | -    | -    | -    | -    | -    | -    | -    | -    | -    | -    | -    | -    | -    | -    | -    | -    | -    | -    | -    |      |
| Marruecos                                                                                     | 1.ªR | 1.ªR | -    | 1.ªR | -    | -    | -    | -    | -    | -    | -    | -    | -    | -    | -    | -    | -    | -    | -    |      |
| Indonesia                                                                                     | -    | -    | -    | -    | -    | -    | -    | -    | -    | -    | -    | -    | -    | -    | -    | -    | -    | -    | -    |      |
| Hungría                                                                                       | -    | -    | -    | -    | -    | -    | -    | -    | -    | -    | -    | -    | -    | -    | -    | -    | -    | 1.ªR | -    |      |
| Irlanda                                                                                       | -    | -    | -    | -    | -    | -    | -    | -    | -    | -    | -    | -    | -    | -    | -    | -    | -    | -    | -    |      |
| Cuba                                                                                          | -    | -    | -    | -    | -    | -    | -    | -    | -    | -    | -    | -    | -    | -    | -    | -    | -    | -    | -    |      |
| Perú                                                                                          | -    | -    | -    | -    | -    | -    | -    | 1.ªR | -    | -    | -    | -    | -    | -    | -    | -    | -    | -    | -    |      |
| Polonia                                                                                       | -    | -    | -    | -    | -    | -    | -    | -    | -    | -    | -    | -    | -    | -    | -    | 1.ªR | -    | -    | -    |      |
| País                                                                                          | 2001 | 2002 | 2003 | 2004 | 2005 | 2006 | 2007 | 2008 | 2009 | 2010 | 2011 | 2012 | 2013 | 2014 | 2015 | 2016 | 2017 | 2018 | 2019 | 2020 |
| C = Campeón • F = Finalista • SF = Semifinalista • CF = Cuartofinalista • 1ªR = Primera Ronda |      |      |      |      |      |      |      |      |      |      |      |      |      |      |      |      |      |      |      |      |

### Resumen
Actualizado a noviembre de 2017.
| País            | Participaciones | Primera | Última | Series | Ganadas | Perdidas |
| Estados Unidos  | 36              | 1981    | 2017   | 92     | 62      | 30       |
| Francia         | 35              | 1981    | 2017   | 86     | 55      | 31       |
| Alemania        | 34              | 1981    | 2017   | 63     | 32      | 31       |
| Suecia          | 31              | 1981    | 2012   | 81     | 56      | 25       |
| España          | 31              | 1982    | 2018   | 64     | 38      | 26       |
| Australia       | 30              | 1981    | 2017   | 76     | 50      | 26       |
| Suiza           | 26              | 1981    | 2017   | 38     | 13      | 25       |
| Italia          | 26              | 1981    | 2017   | 47     | 21      | 26       |
| Argentina       | 25              | 1981    | 2017   | 63     | 39      | 24       |
| República Checa | 24              | 1993    | 2017   | 46     | 24      | 22       |
| Rusia           | 21              | 1993    | 2017   | 47     | 28      | 19       |
| Bélgica         | 19              | 1991    | 2017   | 28     | 10      | 18       |
| Países Bajos    | 18              | 1990    | 2014   | 26     | 8       | 18       |
| Austria         | 17              | 1989    | 2013   | 22     | 5       | 17       |
| Gran Bretaña    | 16              | 1981    | 2017   | 26     | 11      | 15       |
| Croacia         | 15              | 1995    | 2017   | 28     | 14      | 14       |
| Rumania         | 14              | 1981    | 2011   | 17     | 3       | 14       |
| India           | 13              | 1982    | 2011   | 20     | 7       | 13       |
| Brasil          | 13              | 1981    | 2015   | 19     | 6       | 13       |
| Checoslovaquia  | 12              | 1981    | 1992   | 25     | 13      | 12       |
| México          | 10              | 1981    | 1997   | 12     | 2       | 10       |
| Israel          | 10              | 1987    | 2013   | 13     | 3       | 10       |
| Serbia          | 10              | 2008    | 2017   | 23     | 14      | 9        |
| Chile           | 9               | 1982    | 2011   | 12     | 3       | 9        |
| Dinamarca       | 9               | 1983    | 1996   | 10     | 1       | 9        |
| Yugoslavia      | 9               | 1984    | 1992   | 16     | 7       | 9        |
| Canadá          | 9               | 1991    | 2016   | 12     | 3       | 9        |
| Nueva Zelanda   | 8               | 1981    | 1991   | 13     | 5       | 8        |
| Paraguay        | 7               | 1983    | 1989   | 11     | 4       | 7        |
| Eslovaquia      | 7               | 1998    | 2006   | 12     | 5       | 100      |
| Japón           | 7               | 1981    | 2017   | 8      | 1       | 7        |
| Kazajistán      | 7               | 2011    | 2016   | 10     | 4       | 6        |
| Unión Soviética | 5               | 1982    | 1989   | 5      | 0       | 5        |
| Ecuador         | 5               | 1984    | 2010   | 6      | 1       | 5        |
| Sudáfrica       | 4               | 1995    | 1998   | 7      | 3       | 4        |
| Bielorrusia     | 4               | 2004    | 2007   | 7      | 3       | 4        |
| Corea del sur   | 3               | 1981    | 2008   | 3      | 0       | 3        |
| Zimbabue        | 3               | 1998    | 2000   | 4      | 1       | 3        |
| Marruecos       | 3               | 2001    | 2004   | 3      | 0       | 3        |
| Indonesia       | 2               | 1983    | 1989   | 2      | 0       | 2        |
| Hungría         | 2               | 1994    | 1996   | 2      | 0       | 2        |
| Irlanda         | 1               | 1983    | 1983   | 1      | 0       | 1        |
| Cuba            | 1               | 1993    | 1993   | 1      | 0       | 1        |
| Perú            | 1               | 2008    | 2008   | 1      | 0       | 1        |
| Polonia         | 1               | 2016    | 2016   | 1      | 0       | 1        |

|  | Representante zona Europa/África |  | Representante zona Americana |  | Representante zona Asia/Oceanía |

## Récords
- Nicola Pietrangeli tiene el mayor número de partidos jugados, con 164 partidos entre individuales y dobles. Así mismo tiene el récord de victorias con 120.[6]
- El jugador más joven es el jugador de San Marino Marco De Rossi, con 13 años y 319 días.[6]
- El de mayor edad, Vittorio Pellandra, también de San Marino, con 66 años y 144 días.[6]
- El partido más largo lo disputaron los checos Tomáš Berdych y Lukáš Rosol frente a los suizos Stanislas Wawrinka y Marco Chiudinelli: 7 horas y 1 minuto en 2013.
- El partido más largo en individuales lo disputaron el argentino Leonardo Mayer y el brasilero Joao Souza en la primera ronda del Grupo Mundial en 2015: 6 horas y 42 minutos, con victoria para Mayer por 7-6 / 7-6 / 5-7 / 5-7 y 15-13.
- El set más largo, con un total de 76 juegos, lo disputaron Stan Smith y Erik Van Dillen (Estados Unidos) frente a Patricio Cornejo y Jaime Fillol (Chile), con victoria de los chilenos por 39-37.
- Solo un equipo ganó la final remontando un 0-2 adverso. Lo hizo Australia, en 1939, frente a Estados Unidos.
- Harry Hopman (1906-1985) fue capitán del equipo australiano de Copa Davis durante 22 años, logrando el título en dieciséis ocasiones (récord histórico). Fue además un gran entrenador que forjó tenistas como Roy Emerson, Rod Laver, Ken Rosewall, John Newcombe, Tony Roche, John McEnroe y Vitas Gerulaitis, entre otros. Harry Hopman da nombre a la competición más importante de dobles mixto, la Copa Hopman.[7]